# Livgarde

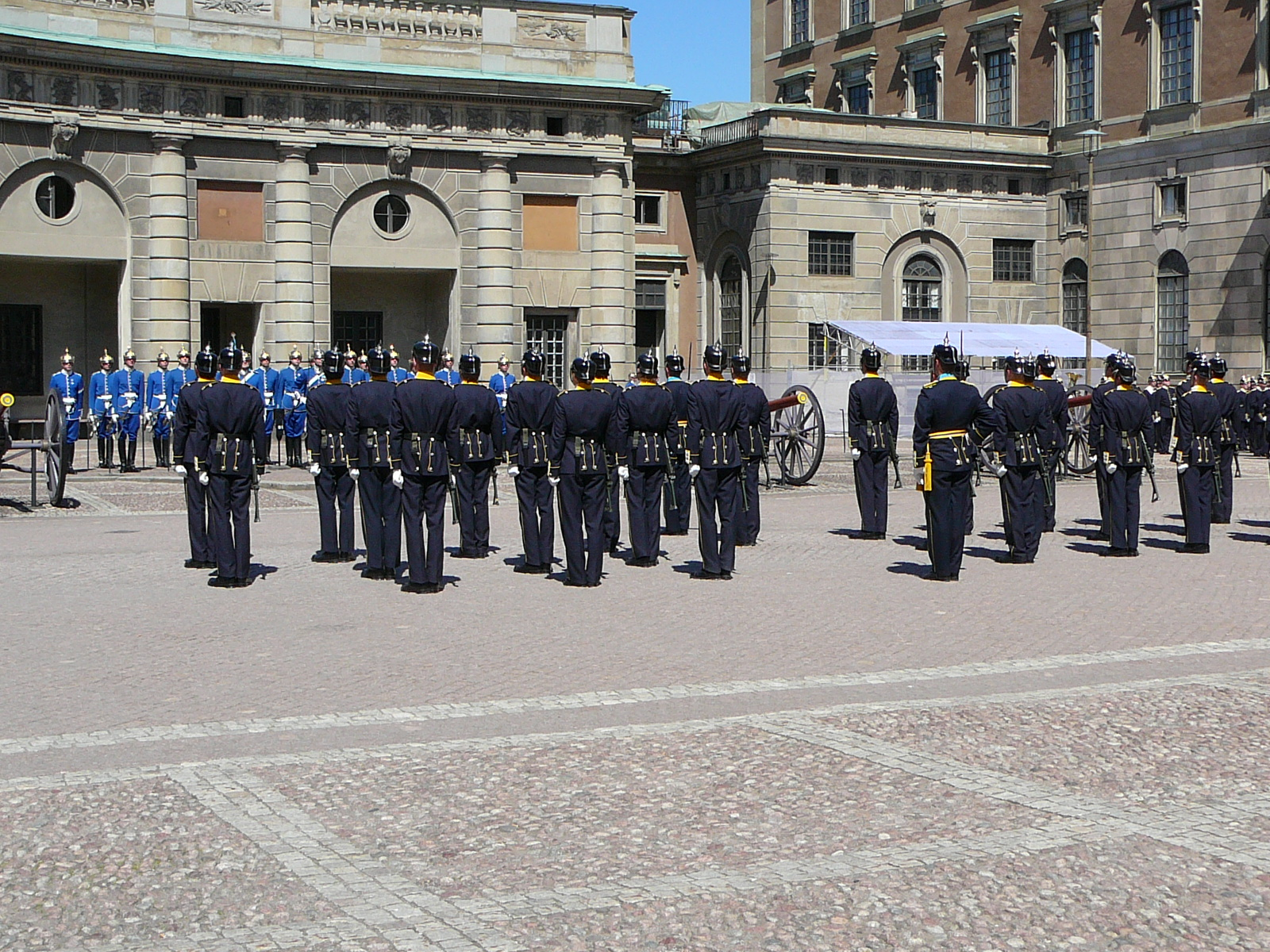
Wachablösung vor dem Stockholmer Schloss: Im Hintergrund abgesessene Dragoner, vorne Infanteristen der Garde

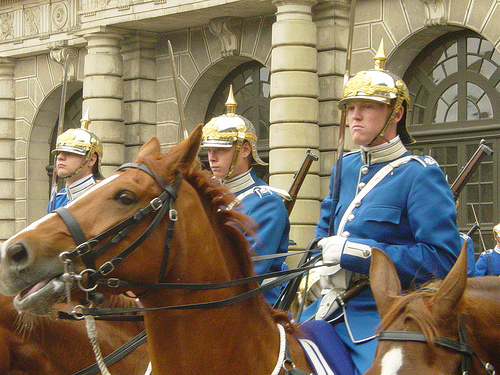
Dragoner der Livskvadron mit Pickelhaube

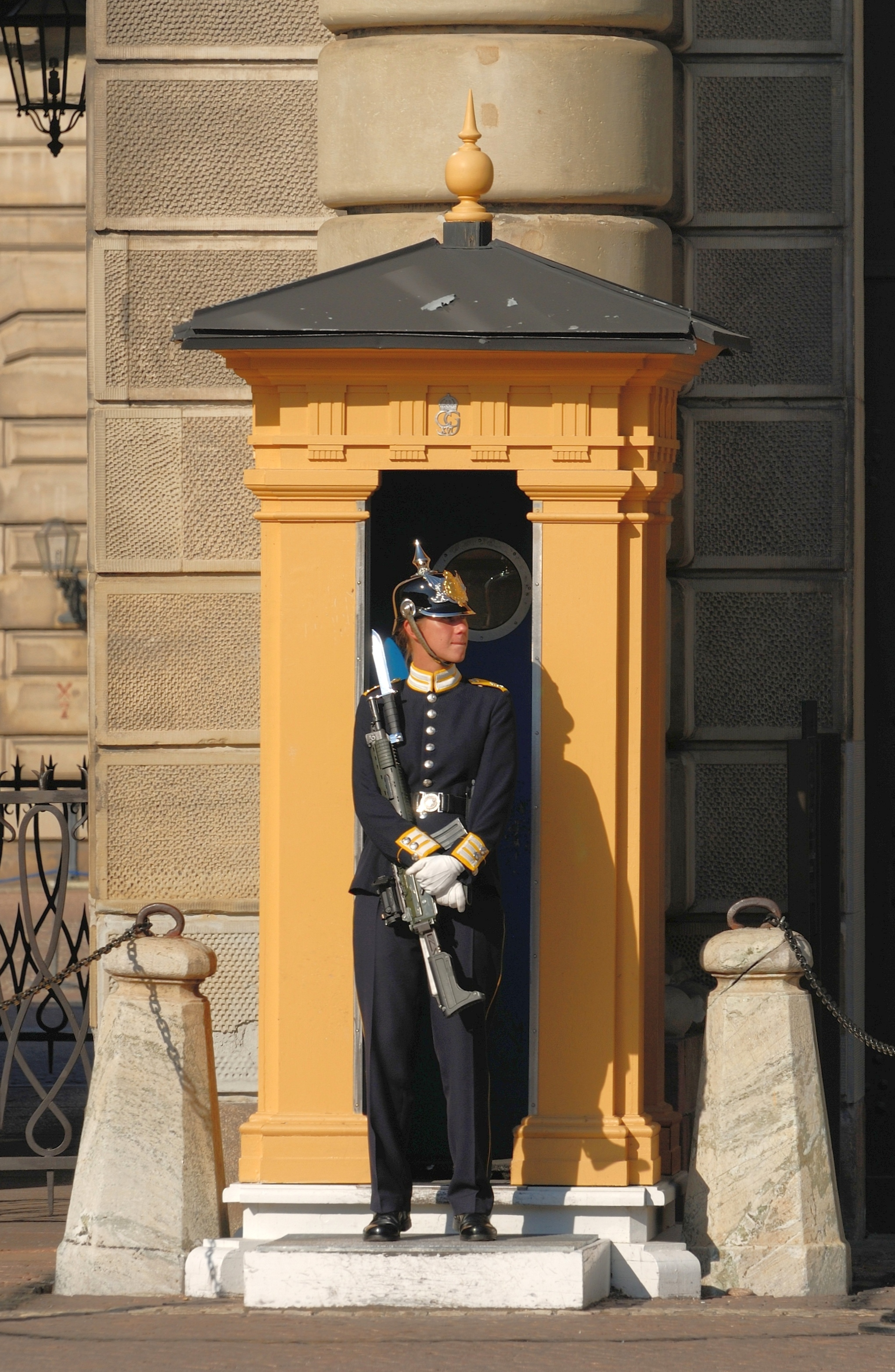
Infanteristin der Garde beim Wachdienst vor dem Stockholmer Schloss

Die Livgarde (bzw. mit suffigiertem Artikel Livgardet, deutsch: Leibgarde) ist ein aus Infanterie und Kavallerie bestehendes Regiment der schwedischen Armee, das in Kungsängen in der Gemeinde Upplands-Bro sowie in Stockholm in Garnison liegt. Die Uniformen der Leibgarde stammen ursprünglich vom ehemaligen schwedische/preußische Füsilier-Regiment 34 (Pommerches) Viktoria von Schweden.

## Aufgabe
Die Livgarde ist im Kriegsfall unter anderem für die Verteidigung der schwedischen Hauptstadt Stockholm mitverantwortlich. In Friedenszeiten verrichtet deren Livbataljon den Leib- und Objektschutz gegenüber dem schwedischen Königshaus.

## Geschichte
Die Livgarde wurde 2000 durch die Verschmelzung der Svea Livgarde mit der Livgardesbrigaden und dem Verband der Livgardets Dragoner gebildet.

### Geschichte der Svea Livgarde
Die nachmalige Svea Livgarde wurde 1521 aus 16 Männern aus Dalarna als Leibwache für Gustav Wasa aufgestellt. Nach der Krönung Gustav Wasas zum schwedischen König wurde die Einheit zum Königlichen Hellbardiercorps erweitert. Zu Beginn des Dreißigjährigen Krieges wurde der Verband zum Regiment erweitert und begleitete König Gustav Adolf auf den Kriegsschauplatz nach Deutschland. Nach dem Tod Gustav Adolfs in der Schlacht bei Lützen begleitete das Regiment dessen Leiche nach Stockholm und verrichtete unter Königin Christina dort wieder ihren Wachdienst.
Unter den Wittelsbacher Königen wurde das Regiment nach der Zerstörung des Stockholmer Schlosses im Jahre 1697 umstrukturiert und zu Kriegseinsätzen im Rahmen des Großen Nordischen Krieges eingesetzt. Nach dem Wiederaufbau des Königsschlosses verrichteten die Soldaten wieder regulär ihren Wachdienst.
Beim Versuch König Adolf Friedrichs zur Palastrevolte spielte die Leibgarde eine entscheidende Rolle. Ebenso war sie am 19. August 1772 am Putsch König Gustavs III. beteiligt – dem „stolzesten Tag“ der Leibgarde –, während der 20. Juni 1810 (Lynchmord an Riksmarskalk Axel von Fersen) als „schändlichster Tag“ angesehen wird.
Zwischen 1792 und 1806 waren die Soldaten in Fredrikshov untergebracht und wurden für verschiedene Aufgaben eingesetzt (unter anderem setzte der Kommandant von Stockholm den Verband zur Aufrechterhaltung der öffentlichen Ordnung ein). 1888 wurde die Kaserne in Linnégatan bezogen, bevor 1946 eine weitere Verlegung nach Ulriksdal erfolgte. 1970 wurde die Garde nach Kungsängen verlegt.
2000 erfolgte die Auflösung des Verbandes und die Integration in die neu geschaffene Livgarde.

### Geschichte der Livgardesbrigaden
Die Livgardesbrigaden wurde 1521 von Gustav Wasa als Hans Nådis fotgångare (deutsch: Seiner Gnadens eigenen Fußsoldaten) errichtet. Diese Eliteeinheit entsprach der Größe nach einer Infanteriebrigade der damaligen Zeit. 1523 erfolgte die Umbenennung in Gårdsfänikan. Neben den Einsätzen in der Hauptstadt Stockholm wurden die Soldaten auch bei Kriegszügen eingesetzt.
Zwischen 1608 und 1626 hatte König Gustav Adolf nur vorübergehend ein berittenes Leibregiment zur Verfügung, dessen Ausbildungsstand auch nicht herausragend war. 1626 wurde das Königliche Regiment als Feldeinheit errichtet, das, wenn es mit der königlichen Leibwache zusammen kämpfte, wegen ihrer gelben Uniformen als Gelbe Brigade bezeichnet wurde. 1635 wechselte das Regiment in französische Dienste.
Zwischen 1654 und 1657 ließ König Karl Gustav eine gemischte Feldeinheit (bestehend aus Infanterie und Kavallerie) neu errichten. Diese blieb bis 1718 im Feld. Anschließend wurde der Verband zu Wachdiensten in Stockholm herangezogen und spielte eine wichtige Rolle bei den politischen Intrigen am schwedischen Königshof. Gegen Ende der Regentschaft wurde ein weiterer Verband aufgebaut, worauf die bisherige Stammeinheit als Erste Leibgarde bezeichnet wurde.
Die Erste Leibgarde beteiligte sich am Krieg gegen Russland (1808–1809) und an den Koalitionskriegen. Unter Kronprinz Karl Johann wurde die Garde in Bataillonen auf einzelne Brigaden des schwedischen Heerer aufgeteilt.
Nach den Koalitionskriegen wurde die Livgardesbrigaden gebildet, bestehend aus der Svea Livgarde, der Göta Livgarde und der Hans Majestet Kongens Garde. Der Kommandeur der Brigade war gleichzeitig Oberbefehlshaber des 4. Militärdistriktes, aus der später die 4. Division entstand. Im Rahmen der Neustrukturierung der schwedischen Armee wurde diese Division aufgelöst und wieder ein 4. Militärdistrikt errichtet.
2000 erfolgte die Auflösung des Verbandes und die Integration in die neu geschaffene Livgarde.

### Geschichte der Livgardets Dragoner
Die Wurzeln berittener schwedischen Einheiten reichen zurück bis zum schwedischen Unabhängigkeitskampf unter Gustav Wasa; allerdings war die Größe der Einheiten von der Verfügbarkeit von Pferden und Pferdefutter abhängig. 1667 wurden die Livgardets Dragoner aufgestellt. In der Schlacht bei Lund spielte die Einheit eine entscheidende Rolle. In der Schlacht bei Poltawa wurde der Verband aufgerieben.
1791 wurden das Regiment wieder aufgestellt. Die Einheit bestand zunächst aus Infanterie, Husaren und Kürassieren und diese wurden 1815 in Livgardets Dragoner umbenannt.
Die Einheit hat auch Wurzeln in Finnland; 1770 stellte Magnus Sprengporten eine Kavallerieeinheit namens Finnische Leichte Kavallerie auf, nach dem Putsch von König Gustav III. im Jahre 1772 wurde die Einheit zur Gardeeinheit erhoben.
1928 wurden diese beiden Verbände zu einer Kavallerieeinheit mit vier Eskadronen zusammengelegt, die in Lidingövägen bei Stockholm stationiert. Während des Zweiten Weltkrieges wurde die Einheit als Feuerwehreinheit motorisiert und zum Grenzschutz verwendet. 2000 erfolgte die Auflösung des Verbandes und die Integration in die neu geschaffene Livgarde.

## Gliederung
Die Livgarde gliedert sich wie folgt:
- Leibbataillon (Livbataljon)
  - Bataillonsstab (Bataljonsstaben)
  - Livskvadron: Die Eskadron ist die einzige tatsächliche berittene Kavallerieeinheit der gesamten schwedischen Armee und leistet in dieser Form auch noch Wachdienste.
- 7. Bataillon (7. Bataljon)
- 13. Sicherheitsbataillon (13. Säkerhetsbataljon)
  - Sicherheitskompanie Land (Säkerhetskompani mark), ein Heeresverband
  - Sicherheitskompanie See (Säkerhetskompani sjö), ein Flottenverband
- 14. Militärpolizeikompanie (14. Militärpoliskompaniet)
- 15. Militärpolizeikompanie (15. Militärpoliskompaniet)
- Einsatzleitung Stockholm (Insatsledning Stockholm), wird per 1. Januar 2013 ein Teil der Östlichen Militärregion (Östra militärregionen)
- Hundedienst der Armee (Försvarsmaktens hundtjänstenhet)
- Internationales Zentrum der Armee (Försvarets internationella centrum)
- Militärmusik (Försvarsmusiken), drei Korps
  - Arméns Musikkår, die Armeemusik
  - Livgardets dragonmusikkår, das berittene Musikkorps
  - Marinens Musikkår, die Marinemusik
- 3 Hemvärnsgrupper, militärische Reserveverbände, die aus Freiwilligen gebildet sind